# Torre Nueva de La Cala del Moral
La torre nueva de La Cala del Moral, también llamada torre Penta Pesetos y torre Pesetas, es una torre vigía situada en la localidad de La Cala de Mijas, en la provincia de Málaga, Andalucía, España.
Se trata de una de las torres que componen la línea defensiva del litoral mediterráneo andaluz. Probablemente es la torre más moderna de la costa malagueña, ya que fue construida a principios del siglo XIX, con fines de vigilancia aduanera, según algunos autores, aunque otros afirman que se trata de una obra anterior. 
Tiene forma cónica y una altura de más de 10 metros. Su construcción es de mampostería y está declarada Bien de Interés Cultural.